# Copa do Mundo de Saltos Ornamentais
A Copa do Mundo de Saltos Ornamentais é realizada pela Federação Internacional de Natação.
Começou a ser realizada em 1979, como uma compatição restrita aos saltos e contando somente com os eventos do trampolim de 3 m e da plataforma de 10 m, tanto para homens quanto para mulheres. Dez anos mais tarde, o trampolim de 1 m também foi agregado ao cronograma e em 1995, entraram os saltos sincronizados masculinos e femininos da plataforma e do trampolim.

## Edições
| Ano  | Campeonato | Cidade sede      | País           |
| ---- | ---------- | ---------------- | -------------- |
| 1979 | I          | The Woodlands    | Estados Unidos |
| 1981 | II         | Cidade do México | México         |
| 1983 | III        | The Woodlands    | Estados Unidos |
| 1985 | IV         | Xangai           | China          |
| 1987 | V          | Amersfoort       | Países Baixos  |
| 1989 | VI         | Indianápolis     | Estados Unidos |
| 1991 | VII        | Winnipeg         | Canadá         |
| 1993 | VIII       | Pequim           | China          |
| 1995 | IX         | Atlanta          | Estados Unidos |
| 1997 | X          | Cidade do México | México         |
| 1999 | XI         | Wellington       | Nova Zelândia  |
| 2000 | XII        | Sydney           | Austrália      |
| 2002 | XIII       | Sevilha          | Espanha        |
| 2004 | XIV        | Atenas           | Grécia         |
| 2006 | XV         | Changshu         | China          |
| 2008 | XVI        | Pequim           | China          |
| 2010 | XVII       | Changzhou        | China          |
| 2012 | XVIII      | Londres          | Reino Unido    |
| 2014 | XIX        | Xangai           | China          |
| 2016 | XX         | Rio de Janeiro   | Brasil         |
| 2018 | XXI        | Wuhan            | China          |
| 2020 | XXII       | Tóquio           | Japão          |